# Vert-Vert (Granet)
Captivité de Vert-Vert, Retour de Vert-Vert au couvent
Pour les articles homonymes, voir Vert-Vert (homonymie).
Vert-Vert (Captivité de Vert-Vert, Retour de Vert-Vert au couvent) est un tableau peint par François Marius Granet en 1834. Il mesure 124 × 98 cm. Il est conservé au musée Granet d'Aix-en-Provence.

## Contexte, description, analyse
Huile sur toile de 124 cm de hauteur sur 98 cm de largeur, le second tableau de François Marius Granet sur ce thème (son premier Vert-Vert date de sa période romaine de 1818), titré parfois la Captivité de Vert-Vert, parfois le Retour de Vert-Vert au couvent,, tire son nom du perroquet héros du poème Vert-Vert ou les Voyages du Perroquet de la Visitation de Nevers (1734) de Jean-Baptiste Gresset qui a inspiré au cours du XIXe siècle nombre de peintres mais également de dramaturges et de compositeurs comme Jacques Offenbach pour son opéra-comique Vert-Vert. La peinture de Granet illustre la pénitence de Vert-Vert à son retour du couvent des visitandines de Nantes et les gâteries, offertes par les nonnes pendant l'assoupissement de sa geôlière, qui hâteront sa fin.
Exposé au salon de 1834, le tableau est acquis le 12 avril 1835 par le musée du Louvre pour être donné à la ville d'Aix. Il est conservé au musée Granet d'Aix-en-Provence.

### Articles connexes

Vert-Vert en peinture
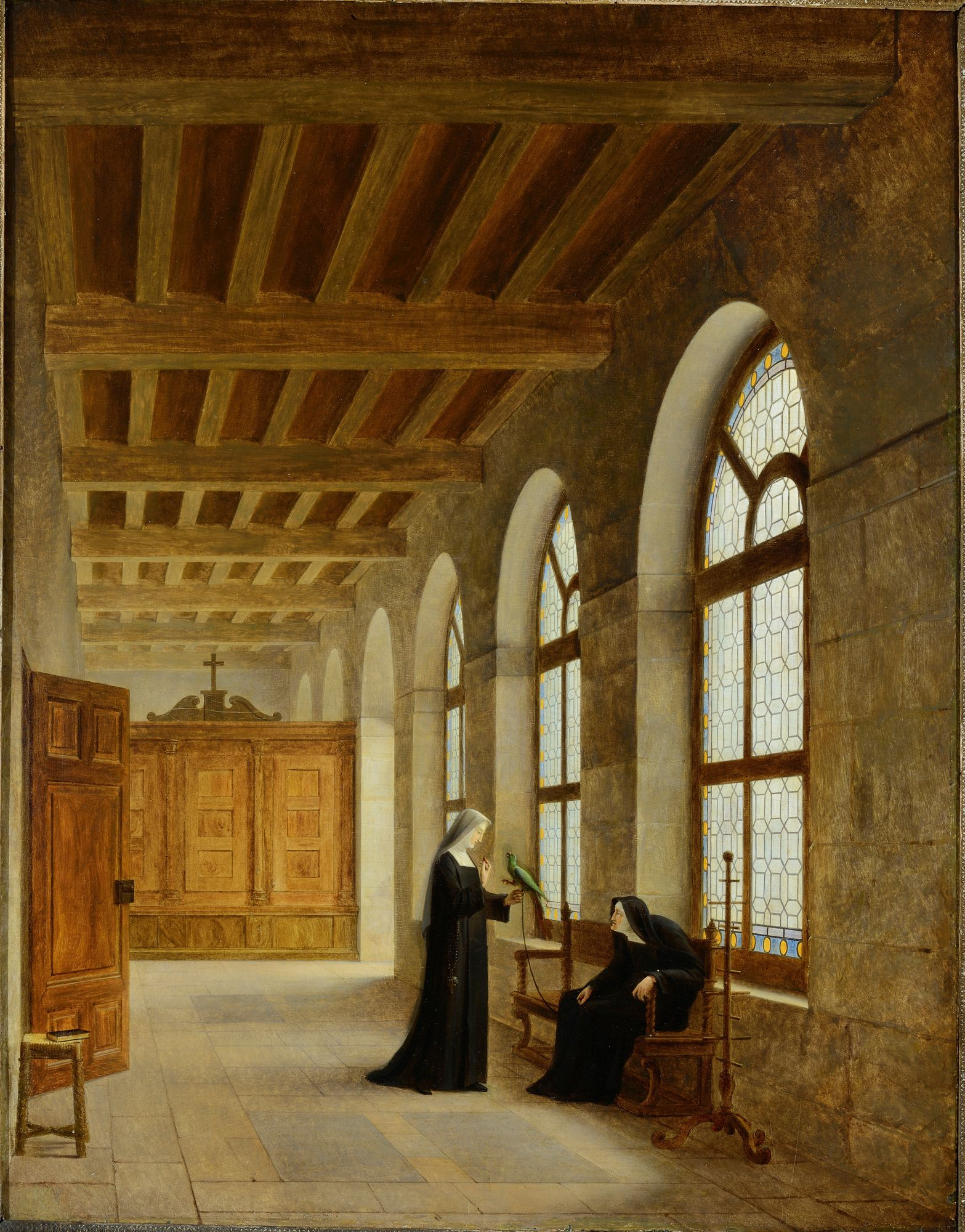
Vert-Vert, Fleury François Richard (1804, musée des beaux-arts de Lyon
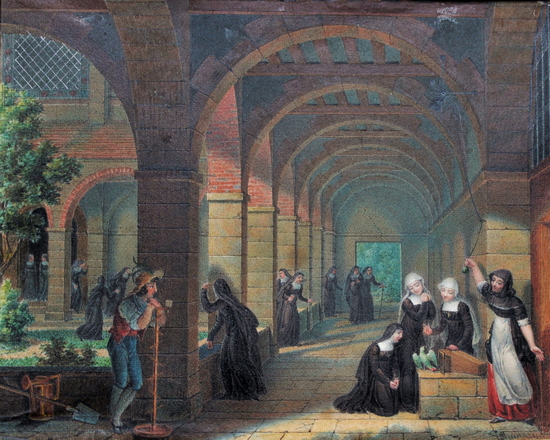
Le Perroquet Vert-Vert au couvent des Visitandines de Nantes, Jean-Claude Rumeau (1820)
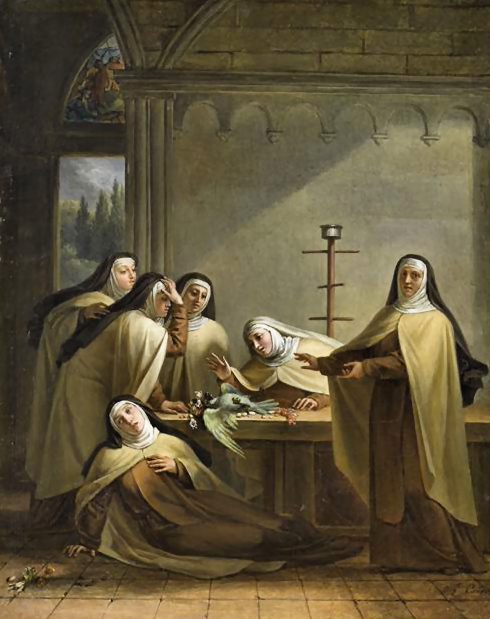
Mort de Ver-vert, Auguste Couder (1830, musée de l'Oise à Beauvais)
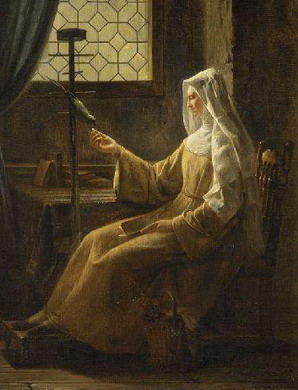
Vert-Vert, Claudius Jacquand (1835, Musée du monastère royal de Brou à Bourg-en-Bresse)
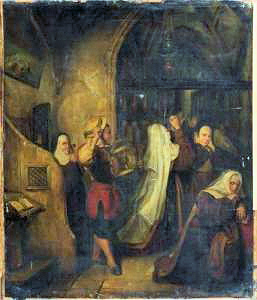
L'Arrivée de Vert-Vert à Nantes, Claudius Jacquand (1847, musée de la faïence et des beaux-arts de Nevers